# Roudolf Barchaï
Répertoire
Quatorzième Symphonie de Chostakovitch
Roudolf Borissovitch Barchaï (en russe : Рудольф Борисович Баршай), né le 28 septembre 1924 à Lobinskaïa (stanitsa du kraï de Krasnodar, en RSFS de Russie) et mort le 2 novembre 2010 à Liestal, près de Bâle (Suisse), est un altiste et chef d'orchestre soviétique, puis russe, naturalisé israélien.

## Biographie
Barchaï était un ami de Dimitri Chostakovitch, dont il a créé la Quatorzième Symphonie à Léningrad, en septembre 1969, puis enregistré une intégrale des symphonies avec l'Orchestre symphonique du WDR de Cologne de 1995 à 2000. Il a également proposé des arrangements pour orchestre de chambre de plusieurs de ses quatuors à cordes. Chostakovitch aurait dit après l'écoute de son 8e quatuor retravaillé par Barchaï : « Ça sonne mieux que l'original »[réf. nécessaire]. À l'écoute d'une interprétation de Barchaï de la Symphonie héroïque, le compositeur a également déclaré qu'« on n'avait pas entendu Beethoven ainsi depuis Klemperer. »
En tant qu'altiste, Barchaï a été considéré comme l'un des meilleurs de son temps. Il avait étudié le violon au Conservatoire Tchaïkovski de Moscou auprès de Leo Zeitlin (lui-même élève du légendaire virtuose Leopold Auer), l'alto avec Vadim Borissovski et pris des cours de direction d'orchestre avec Ilia Moussine, formateur de nombreux chefs, dont Valery Gergiev et Semyon Bychkov. Il est à l'origine de la fondation du Quatuor Philharmonique de Moscou créé, avec d'autres étudiants du Conservatoire de Moscou, en 1946.
En 1955, celui-ci s'appellera désormais Quatuor Borodine et Roudolf Barchaï, quittant cette formation, fondera l'Orchestre de chambre de Moscou auquel son excellent niveau vaudra une renommée internationale.
En 1976, Roudolf Barchaï s'éloigne de l'Union soviétique, puis émigre en Israël où il prend la direction de l'Orchestre de chambre national, qu'il quittera en 1981 pour diriger l'Orchestre symphonique de Bournemouth jusqu'en 1988.
Roudolf Barchaï avait joué avec des artistes comme David Oïstrakh, Leonid Kogan, Sviatoslav Richter et Mstislav Rostropovitch.
Barchaï a proposé en 2001 son travail sur la dixième symphonie de Gustav Mahler. Tout comme Deryck Cooke, Clinton Carpenter, Joe Wheeler et Remo Mazzetti, Roudolf Barchaï a proposé une orchestration complète de cette symphonie laissée inachevée à la mort du compositeur.

## Sources
- Nicolas Slonimsky, Alain Paris et Marie-Stella Paris, Dictionnaire biographique des musiciens, R. Laffont, 1995 (ISBN 2-221-06510-7, 978-2-221-06510-5 et 2-221-06787-8, OCLC 33096600, lire en ligne)